# Бекетова Валентина Михайлівна
Валентина Михайлівна Бекетова (19 червня 1954, Дніпропетровськ — 19 жовтня 2017, село Миколай-Поле, Запорізька область) — заслужений працівник культури України, кандидат історичних наук, музеєзнавець, краєзнавець, геральдист.

### Біографія
Народилася 19 червня 1954 року у Дніпропетровську. Мати була домогосподаркою, а батько працював в «Міськбуді».
З 1961 по 1971 роки навчалася в загальноосвітній середній школі № 74 м. Дніпропетровська.
З 1972 по 1978 роки навчалася в Дніпропетровському державному (наразі національному) університеті на вечірньому відділені історичного факультету. Закінчила університет за спеціальністю: «історик, викладач історії та суспільствознавства».
З січня 1972 по лютий 1973 роки — секретарка в середній школі № 5 м. Дніпропетровська.
З лютого 1973 по квітень 1977 роки —друкарка в Науково-дослідному та проектно-конструкторському інституті чорної металургії старшим техніком.
З 18 квітня 1977 року — наукова співробітниця науково-просвітницького відділу Дніпропетровського історичного музею ім. Д. І. Яворницького.
З 1977 по 1989 роки — працювала старшою науковою співробітницею відділу історії краю сучасного періоду. Вивчала тему: «Сільське господарство Дніпропетровської області на сучасному етапі».
1989 рік — завідувачка відділу науково-просвітницької роботи.
З 1989 по 1996 роки — працювала на посаді ученої секретарки.
В 1993 році захистила дисертацію з теми: «Журнал „Исторический вестник“ і його місце в історичній науці кінця ХІХ — початку ХХ ст.», присуджено науковий ступінь кандидатки історичних наук.
З 16 січня 1996 рік по 19 жовтня 2017 рік — заступниця директора з наукової роботи.
13 жовтня 2009 рік — присуджено звання «Заслужений працівник культури України».
Трагічно загинула в автомобільній аварії 19 жовтня 2017 року на трасі недалеко від села Миколай-Поле, Запорозької області, коли поверталася з наукової конференції.

### Родина
1975 рік, серпень — вступила до шлюбу. Чоловік — Чернов Євген Абрамович (відомий у Дніпрі шахіст, чемпіон міста, області та України серед ветеранів), 1950 року народження, донька — Чернова Вікторія Євгенівна (акторка та режисер театру «Віримо!»), 1976 року народження. Онуки — Андрій та Ельдар-Давид.

### Музейна та наукова діяльність
За 40 роботи в музеї В. М. Бекетова мала широке коло наукових зацікавлень, до якого входили теми з історії Дніпропетровщини-Катеринославщини, геральдика Подніпров'я, історія музейної справи та директорів історичного музею, історія шахового руху, світ дитинства, історія культури, персонологічні дослідження видатних діячі Дніпропетровщини, Почесні громадяни Дніпра, та багато інших тем.
Брала участь у науково-етнографічних експедиціях до цілинного радгоспу «Дніпропетровський», Тинди (Росія), Свердловська (Росія), Першоуральська (Росія) та інших міст.
Автор каталогів та науково-популярних праць: «Геральдична колекція ДІМ», «Герби Придніпров'я», «Віхи музейної біографії», «Скарби музею Д. Яворницького» та ін. Упорядник та редактор 10-ти наукових збірників музею, написала більше 200 наукових та науково-популярних статей, публікацій в наукових збірниках, часописах, газетах. Була учасником понад 50-ти наукових конференцій, брала безпосередню участь в організації і проведенні багатьох наукових конференціях на базі Дніпропетровського національного історичного музею.
Активно займалася виставковою діяльністю. Самі яскраві виставки були присвячені: дітям (від народження до школи), почесним громадян Катеринослава-Дніпропетровська, до 85-річчя радіомовлення на Дніпропетровщині, з історії шахів на Дніпропетровщині, про виставку-загадку та ін.
Авторка багатьох наукових проектів, два з яких отримали гранти Міжнародного Фонду «Відроження». Разом із Н. І. Капустіною, директором історичного музею, є авторкою проєкту та безпосереднім реалізатором проведення І-IV Всеукраїнських музейних фестивалів. Активно почала працювати над ідеєю ювілейного V музейного фестивалю.
Брала активну участь у розвитку музейної мережі Дніпропетровщини. За участю Бекетової були створені: музей історії Дніпропетровської міської санітарно епідеміологічної станції, музей історії села Вільного Солонянського району, музей історії Дніпропетровського обласного телерадіотрансляційного центру, музей історії розвитку фінансової системі Дніпропетровської області, музей "Громадянський подвиг Дніпропетровщини в подіях АТО" та ін. Надавала методичні поради та консультативну допомогу комунальним музеям та музеям на громадських засадах області.
Була доцентом кафедри фізичної і економічної географії Дніпропетровського національного університету, викладала курси «Географія культури світу», «Географія культури України», «Методика підготовки і проведення екскурсій», «Туристичний практикум». Також була доцентом Київського національного університету культури (Дніпропетровський філіал), де викладала курси культурології і історії української та зарубіжної культури.

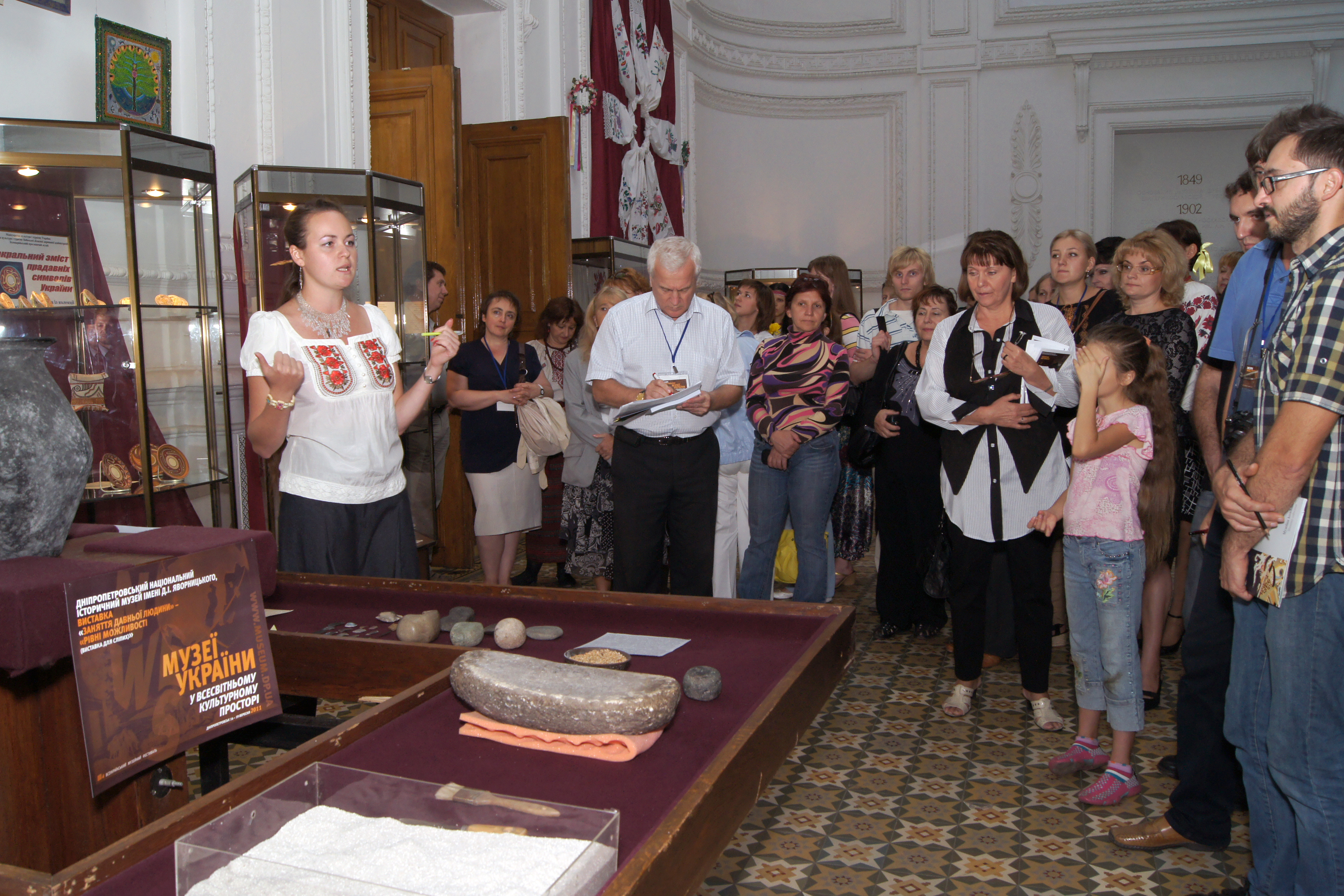
Під час ІІІ Всеукраїнського музейного фестивалю, 2011
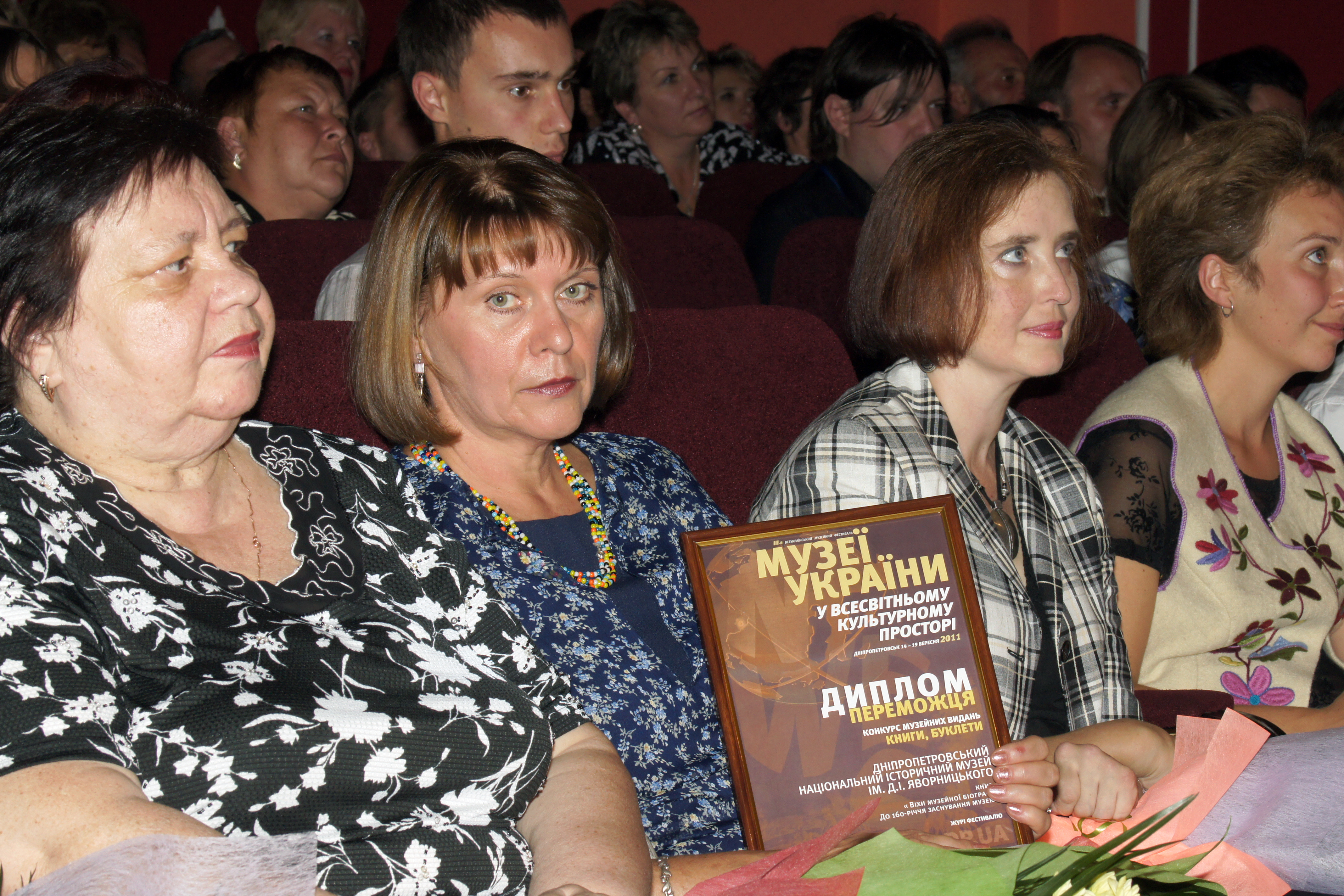
З дипломом переможця під час ІІІ Всеукраїнського музейного фестивалю, 2011

### Вибрана бібліографія
- Бекетова В. М. Повсякденне життя обласного музею імені О. М. Поля в часи української революції 1917—1921 рр. [Архівовано 1 грудня 2017 у Wayback Machine.]
- Бекетова В. М. Персоналістика в науково-дослідній роботі музею [Архівовано 13 липня 2016 у Wayback Machine.]
- Бекетова В.М. Вся правда про картину Струнникова «Запорожець» [Архівовано 1 грудня 2017 у Wayback Machine.]
- Бекетова В.М. Як все починалось… службова записка Яворницького щодо реформування музейної галузі в республіці [Архівовано 1 грудня 2017 у Wayback Machine.]
- Бекетова В.М. Геральдична колекція музею як об’єкт каталогізації [Архівовано 4 лютого 2019 у Wayback Machine.]
- Бекетова В.М. Хід за ходом: відтворення історії шахів на Дніпропетровщині через музейну колекцію [Архівовано 4 лютого 2019 у Wayback Machine.]
- Бекетова В.М. Каталогізація музейного зібрання: проблеми та практика [Архівовано 1 грудня 2017 у Wayback Machine.]
- Бекетова В.М. Історія українського козацтва в експозиціях музеїв України: реалії та можливості музейних колекцій [Архівовано 1 грудня 2017 у Wayback Machine.]
- Бекетова В.М. Соляник Василь Степанович, учень Д.І. Яворницького [Архівовано 1 грудня 2017 у Wayback Machine.]
- Бекетова В.М. Каталогізація музейної колекції козацьких старожитностей та матеріалів щодо увічнення пам’яті про українське козацтво [Архівовано 1 грудня 2017 у Wayback Machine.]
- Бекетова В.М. Шевченківська премія творцям музею 1979 року: віхи реконструкції та оновлення Дніпропетровського історичного музею [Архівовано 1 грудня 2017 у Wayback Machine.]
- Бекетова В.М. Краєзнавчі студії С.В. Абросимової [Архівовано 12 жовтня 2017 у Wayback Machine.]
- Бекетова В.М. Матеріали про перепоховання кошового отамана Івана Сірка [Архівовано 24 грудня 2017 у Wayback Machine.]
- Бекетова В.М. Джерелознавчі аспекти дослідження історії музейної справи (звіти про роботу музею як джерело) [Архівовано 22 червня 2017 у Wayback Machine.]
- Бекетова В.М. Павлоградський історико-краєзнавчий музей (до 50-річчя створення) [Архівовано 22 листопада 2017 у Wayback Machine.]
- Бекетова В.М. Музейні виставки і популяризація історії запорозького козацтва [Архівовано 6 листопада 2017 у Wayback Machine.]
- Бекетова В.М. Лауреати Шевченківської премії від Дніпропетровської області [Архівовано 6 листопада 2017 у Wayback Machine.]
- Бекетова В.М. Музеї Дніпропетровської області на сучасному етапі [Архівовано 29 листопада 2017 у Wayback Machine.]
- Бекетова В.М. Участь дніпродзержинських музеїв у Всеукраїнському музейному фестивальному русі [Архівовано 1 грудня 2017 у Wayback Machine.]
- Бекетова В.М. Музейний фестивальний рух в Україні і традиції Д.І. Яворницького [Архівовано 1 грудня 2017 у Wayback Machine.]
- Бекетова В.М. Фінансово-економічне життя обласного музею в ХІХ ст. – до 1940 року [Архівовано 1 грудня 2017 у Wayback Machine.]
- Бекетова В.М. Символіка сучасних адміністративно-територіальних гербів Дніпропетровської області [Архівовано 1 грудня 2017 у Wayback Machine.]
- Бекетова В.М. Духовні скарби Придніпров’я (культова колекція з фондів ДІМ) [Архівовано 1 грудня 2017 у Wayback Machine.]
- Бекетова В.М. Символіка і геральдика в науковій спадщині Д.І. Яворницького [Архівовано 1 грудня 2017 у Wayback Machine.]
- Бекетова В.М. Немецкие геральдические памятники в собрании Днепропетровского исторического музея [Архівовано 1 грудня 2017 у Wayback Machine.]
- Бекетова В.М. Музейні раритети (картина М.Струннікова «Запорожець в бою») [Архівовано 1 грудня 2017 у Wayback Machine.]
- Бекетова В.М. Реликвии прошлого [Архівовано 1 грудня 2017 у Wayback Machine.]
- Бекетова В.М. Герб міста та його використання в міському середовищі (за матеріалами ДІМ) [Архівовано 19 червня 2018 у Wayback Machine.]
- Бекетова В.М. Геральдична колекція Дніпропетровського історичного музею [Архівовано 1 грудня 2017 у Wayback Machine.]
- Бекетова В.М. Тайны древнего Египта в музейной коллекции [Архівовано 1 грудня 2017 у Wayback Machine.]
- Бекетова В.М. Культура и быт меннонитов в Приднепровье [Архівовано 1 грудня 2017 у Wayback Machine.]
- Бекетова В.М. Літописець Дніпродзержинська (до 65-річчя Н.О. Циганок) [Архівовано 1 грудня 2017 у Wayback Machine.]
- Бекетова В.М. Формування образу Дніпропетровського історичного музею в історіографії ХІХ – ХХІ ст. [Архівовано 1 грудня 2017 у Wayback Machine.]
- Бекетова В.М. Науково-дослідна робота музею як головний чинник його подальшого розвитку [Архівовано 1 грудня 2017 у Wayback Machine.]
- Бекетова В.М. Музей і майбутнє: тенденції розвитку музеїв у світі на межі тисячоліть [Архівовано 1 грудня 2017 у Wayback Machine.]
- Бекетова В.М. Музей – це доля: історія музею в життєписах його працівників [Архівовано 1 грудня 2017 у Wayback Machine.]
- Бекетова В.М. Каталогізація музейного зібрання: проблеми та перспективи [Архівовано 12 листопада 2017 у Wayback Machine.]
- Бекетова В.М. До історії музейної справи на Придніпров’ї [Архівовано 1 грудня 2017 у Wayback Machine.]
- Бекетова В.М. Всеукраїнський музейний фестиваль [Архівовано 1 грудня 2017 у Wayback Machine.]